# Varie
Varie (バリエ) est un éditeur et développeur de jeux vidéo japonais fondé en 1986 et disparu en 1997. La société édite et développe des jeux sur Game Boy, Famicom, Super Famicom et Mega Drive.

## Ludographie
La liste qui suit répertorie les jeux vidéo édités au Japon par Varie sur au moins une plate-forme.

.

### Autres jeux
- Nakajima Satoru F-1 Hero 2 (en) (Famicom)
- Satoru Nakajima F-1 Hero GB World Championship '91 (en) (Game Boy)
- Super F1 Hero (en) (Super Famicom)
- Nakajima Satoru F-1 Hero '94 (en) (Super Famicom)
- Asahi Shinbun Rensai - Katou Ichi-Ni-San Shougi - Shingiryuu (Super Famicom)
- Shin Nippon Pro Wrestling: Chou Senshi in Tokyo Dome (Super Famicom)
- Shin Nippon Pro Wrestling '94: Battlefield in Tokyo Dome (Super Famicom)
- Shin Nippon Pro Wrestling '95: Tokyo Dome Battle 7 (Super Famicom)
- Shin Nippon Pro Wrestling: Toukon Sanjushi (Game Boy)
- Table Game Daisyugo!! Shogi Mahjong Hanafuda (Super Famicom)
- Putty (Super Famicom)
- Undercover Cops (Super Famicom)
- Yuujin: Janjyu Gakuen (Super Famicom)
- Yuujin: Janjyu Gakuen 2 (Super Famicom)
- F1 Grand Prix: Nakajima Satoru (Mega Drive)
- F1 Super License: Nakajima Satoru (Mega Drive)
- Ferrari Grand Prix Challenge (Mega Drive)